# Belisana kaharian
Belisana kaharian is een spinnensoort uit de familie trilspinnen (Pholcidae). De soort komt voor op Borneo. 